# KRS-One
KRS-One er kunstnernavnet for Lawrence Krisna Parker (født 20. august 1965), der er en amerikansk rapper.
KRS-One og hans Boogie Down Productions befinder sig blandt sværvægterne i hiphopmiljøet, og som en af hjørnestenene i såvel gangstarappen som den kritiske bevidsthedsrap har KRS-One inspireret et utal af kunstnere samtidig med, at han selv har udgivet 4-5 af de største klassikere nogensinde.
Efter at have levet et ghettoliv med fattigdom og kriminalitet endte den belæste og velformulerede Lawrence 'Kris' Parker i fængsel som 19-årig. Da han forlod fængslet mødte han socialarbejderen Scott Sterling, alias DJ Scott la Rock, med hvem han dannede Boogie Down Productions.
Kort tid efter udkom 'Criminal Minded', der med en blanding af knastørre produktioner og KRS-One's dybsindige og hårde tekster var et voldsomt banebrydende album. Særlig vellykkede var numre som 'South Bronx', den reggaeficerede '9mm Goes Bang' og det legendariske diss 'The Bridge is Over', der en gang for alle fortalte, at hiphoppen hørte hjemme i Bronx.
Efter udgivelsen blev Scott la Rock skudt i forbindelse med et slagsmål. KRS-One (som er kort for Knowledge Reigns Supremely Over Nearly Everyone) besluttede at fortsætte Boogie Down Productions, samtidig med at han stiftede 'Stop the Violence Movement', der siden hen er blevet fulgt op af andre socialt bevidste initiativer.
Den tænksomme hiphop blev fulgt op på de følgende albums, der med 'Ghetto Music – the Blueprint of Hiphop' og 'Sex and Violence' som et par af højdepunkterne, slog KRS-One's navn fast som en af verdens mest skarpthjernede rappere. Det er ikke for ingenting, at han bliver kaldt The T'Cha.
I 1993 besluttede KRS-One, at han ville begynde at udsende under sit eget navn. Det resulterede først i den meget vellykkede 'Return of the Boom Bap', der blev fulgt op at en række stærke albums (og en enkelt svipser: gospelpladen 'Spiritual Minded'), der op i gennem 90'erne cementerede hans status som en af hiphoppens mest legendariske skikkelser.
I 2006 udgav KRS-One albummet 'Life', der var et væsentlig stærkere album, end de andre albums udgivet de senere år.

## Diskografi

### Albums
- 1987: Criminal Minded
- 1988: By All Means Necessary
- 1989: Ghetto Music: The Blueprint of Hiphop
- 1990: Edutainment
- 1992: Sex & Violence
- 1993: Return of the Boom Bap
- 2001: The Sneak Attack
- 2006: Life